# Chico Banza
Francisco Gonçalves Sacalumbo, meglio noto come Chico Banza (Mungo, 17 dicembre 1998), è un calciatore angolano, attaccante dell'Estrela Amadora e della nazionale angolana.

## Carriera

### Club
Ha giocato nella prima divisione portoghese ed in quella cipriota.

### Nazionale
Dopo aver precedentemente giocato in Under-20, nel 2018 ha esordito in nazionale maggiore; nel 2023 è stato convocato per la Coppa d'Africa.

## Statistiche

### Cronologia presenze e reti in nazionale
| Cronologia completa delle presenze e delle reti in nazionale ― Angola | Cronologia completa delle presenze e delle reti in nazionale ― Angola | Cronologia completa delle presenze e delle reti in nazionale ― Angola | Cronologia completa delle presenze e delle reti in nazionale ― Angola | Cronologia completa delle presenze e delle reti in nazionale ― Angola | Cronologia completa delle presenze e delle reti in nazionale ― Angola | Cronologia completa delle presenze e delle reti in nazionale ― Angola | Cronologia completa delle presenze e delle reti in nazionale ― Angola |
| Data                                                                  | Città                                                                 | In casa                                                               | Risultato                                                             | Ospiti                                                                | Competizione                                                          | Reti                                                                  | Note                                                                  |
| --------------------------------------------------------------------- | --------------------------------------------------------------------- | --------------------------------------------------------------------- | --------------------------------------------------------------------- | --------------------------------------------------------------------- | --------------------------------------------------------------------- | --------------------------------------------------------------------- | --------------------------------------------------------------------- |
| 28-5-2018                                                             | Polokwane                                                             | Botswana                                                              | 2 – 1                                                                 | Angola                                                                | COSAFA Cup 2018 - 1º turno                                            | -                                                                     | 46’                                                                   |
| 30-5-2018                                                             | Polokwane                                                             | Angola                                                                | 1 – 0                                                                 | Mauritius                                                             | COSAFA Cup 2018 - 1º turno                                            | -                                                                     | 29’                                                                   |
| 1-6-2018                                                              | Polokwane                                                             | Angola                                                                | 0 – 0                                                                 | Malawi                                                                | COSAFA Cup 2018 - 1º turno                                            | -                                                                     | 56’                                                                   |
| 12-9-2023                                                             | Teheran                                                               | Iran                                                                  | 4 – 0                                                                 | Angola                                                                | Amichevole                                                            | -                                                                     | 67’                                                                   |
| 16-11-2023                                                            | Praia                                                                 | Capo Verde                                                            | 0 – 0                                                                 | Angola                                                                | Qual. Mondiali 2026                                                   | -                                                                     | 88’                                                                   |
| 21-11-2023                                                            | Saint-Pierre                                                          | Mauritius                                                             | 0 – 0                                                                 | Angola                                                                | Qual. Mondiali 2026                                                   | -                                                                     | 86’                                                                   |
| 22-3-2024                                                             | Agadir                                                                | Marocco                                                               | 1 – 0                                                                 | Angola                                                                | Amichevole                                                            | -                                                                     | 77’                                                                   |
| 15-11-2024                                                            | Talatona                                                              | Angola                                                                | 1 – 1                                                                 | Ghana                                                                 | Qual. Coppa d'Africa 2025                                             | -                                                                     | 90’                                                                   |
| 18-11-2024                                                            | Bengasi                                                               | Sudan                                                                 | 0 – 0                                                                 | Angola                                                                | Qual. Coppa d'Africa 2025                                             | -                                                                     | 83’                                                                   |
| 20-3-2025                                                             | Bengasi                                                               | Libia                                                                 | 1 – 1                                                                 | Angola                                                                | Qual. Mondiali 2026                                                   | -                                                                     | 67’                                                                   |
| 25-3-2025                                                             | Luanda                                                                | Angola                                                                | 1 – 2                                                                 | Capo Verde                                                            | Qual. Mondiali 2026                                                   | -                                                                     | 58’                                                                   |
| Totale                                                                |                                                                       | Presenze                                                              | 11                                                                    |                                                                       | Reti                                                                  | 0                                                                     |                                                                       |